# Cotula mariae
Cotula mariae là một loài thực vật có hoa trong họ Cúc. Loài này được K.Bremer & Humphries mô tả khoa học đầu tiên năm 1993.